# Heinrich Leporini
Heinrich Leporini, eigentlich Mario Arrigo Giuseppe de Leporini, (* 9. Juli 1875 in Florenz; † 22. Juni 1964 in Brixlegg) war ein österreichischer Kunsthistoriker.

## Leben
Heinrich Leporini war der Sohn des Offiziers Paolo Maria de Leporini (* 1841) und der Emilie Julie Ludovika Göhl (1845–1893). Er wurde zunächst österreichischer Offizier (1895–1904), ging 1904 in die USA und kehrte 1908 nach Europa zurück. Er studierte an den Universitäten München und Wien Kunstgeschichte bei Karl Voll, Max Dvořák und Joseph Strzygowski und wurde 1912 in Wien promoviert. Anschließend wurde er Volontär an der Hofbibliothek. Im Ersten Weltkrieg kämpfte er an der Isonzofront und war 1917/18 Platzkommandant von Lublin. Seit 1919 arbeitete er unter dem Direktor Joseph Meder an der Graphischen Sammlung Albertina in Wien, deren provisorischer Leiter er von Februar bis Mai 1945 war. 1946 ging er in den Ruhestand und lebte seit 1947 in Tirol.
Sein Forschungsfeld waren die Handzeichnungen und die druckgraphischen Techniken.

## Veröffentlichungen (Auswahl)
- Studien zur Geschichte der Malerei in den österreichischen Donauländern am Ausgang des Mittelalter. Dissertation Wien 1912.
- Der Kupferstichsammler. 1924. (Neubearbeitung 1954).
- Martin von Senging und Simon von Niederaltaich. Zur Geschichte der österreichischen Miniaturmalerei des 15. Jahrhunderts. 1925.
- Handzeichnungen großer Meister (über 20 Hefte). Wien 1925–1942.
- Die Stilentwicklung der Handzeichnung vom 16.–18. Jahrhundert. 1925.
- Die Künstlerzeichnung. Ein Handbuch für Liebhaber und Sammler. 1926 (Neubearbeitung 1954).
- Altdeutsche Meisterzeichnungen. 1955.
- Deutsche Holzschnitte. 1955.